# Khalid Jamil
Khalid Jamil (Al Kuwait, 27 aprile 1977) è un allenatore di calcio ed ex calciatore indiano con cittadinanza kuwaitiana, di ruolo centrocampista. Allenatore della nazionale indiana.

## Statistiche

### Carriera da allenatore
| Stagione                | Squadra                 | Campionato              | Piazzamento             | Andamento | Andamento | Andamento | Andamento | Andamento  |
| Stagione                | Squadra                 | Campionato              | Piazzamento             | Giocate   | Vittorie  | Pareggi   | Sconfitte | % vittorie |
| ----------------------- | ----------------------- | ----------------------- | ----------------------- | --------- | --------- | --------- | --------- | ---------- |
| feb.2020                | NorthEast Utd           | ISL                     | 9                       | 3         | 0         | 1         | 2         | &0,00      |
| gen.-mar.2021           | NorthEast Utd           | ISL                     | 3                       | 11        | 6         | 4         | 1         | 54,55      |
| 2021-2022               | NorthEast Utd           | ISL                     | 10                      | 20        | 3         | 5         | 12        | 15,00      |
| Totale NorthEast United | Totale NorthEast United | Totale NorthEast United | Totale NorthEast United | 34        | 9         | 10        | 15        | 26,47      |
| 2022-2023               | Bengaluru United        | IL2                     | 4                       | 12        | 7         | 2         | 3         | 58,33      |
| 2023-2024               | Chitwan                 | NSL                     | -                       | 0         | 0         | 0         | 0         | —          |
| 2023-2024               | Jamshedpur              | ISL                     | 11                      | 9         | 3         | 3         | 3         | 33,33      |
| 2024-2025               | Jamshedpur              | ISL                     | 5                       | 27        | 14        | 2         | 11        | 51,85      |
| Totale Jamshedpur       | Totale Jamshedpur       | Totale Jamshedpur       | Totale Jamshedpur       | 36        | 17        | 5         | 14        | 47,22      |
| 2025-                   | India                   | -                       | -                       | 0         | 0         | 0         | 0         | —          |
| Totale carriera         | Totale carriera         | Totale carriera         | Totale carriera         | 82        | 33        | 17        | 32        | 40,24      |

## Palmarès

### Giocatore

#### Competizioni nazionali
- I-League: 1

Mahindra United: 2005-2006

### Allenatore

#### Competizioni nazionali
- Calcutta Premier Division A: 1

East Bengal: 2017
- I-League: 1

Aizaw: 2017